# Korongo Airlines
Korongo Airlines sprl was een Congolese luchtvaartmaatschappij.  Korongo Airlines werd op 13 april 2010 opgericht als dochtermaatschappij van Brussels Airlines en George Forrest International met inbreng van lokale Congolese investeerders. De naam Korongo betekent in Swahili een grijze kroonkraan.

## Geschiedenis
De pogingen van Brussels Airlines om een dochtermaatschappij in DR Congo op te richten, gaan terug tot september 2007, toen een samenwerking met Hewa Bora Airways werd aangekondigd.  Een joint venture met de naam airDC (In het Frans klinkt dit als RDC, de afkorting van République démocratique du Congo) werd aangekondigd die vanaf 2008 zou vliegen vanuit Kinshasa. De oprichting werd evenwel telkenmale uitgesteld.  Op 15 december 2009 kondigde Brussels Airlines aan niet langer te willen wachten en het airDC project als afgesloten te beschouwen.
Korongo Airlines werd aangekondigd als alternatief met een initieel startkapitaal van 10 miljoen euro.  Korongo Airlines was voor 70% eigendom van een moederbedrijf waarin Brussels Airlines 50,5% van de aandelen bezit en George Forrest International 49,5%.  De overige 30% van de maatschappij wordt gefinancierd door lokale Congolese investeerders. De maatschappij werd formeel opgericht op 13 april 2010.
De maatschappij was op 16 april 2012 begonnen met binnenlandse vluchten en Midden-Afrikaanse vluchten vanuit de hub van Lubumbashi. Brussels Airlines bood, via Kinshasa, de verbinding met Europa en het Star Alliance netwerk.
Op 4 september 2015 werden de activiteiten van Korongo Airlines per direct stopgezet na beslissing in een algemene vergadering van de aandeelhouders en het management van Korongo Airlines in Kinshasa. De maatschappij was er niet in geslaagd winstgevend te worden, de vloot was na het uitvallen van de Boeing 737 tot nul herleid, het operationeel houden van de vloot was bijzonder moeilijk wegens de gebrekkige infrastructuur op de kleinere luchthavens en bijkomende investeringen werden als riskant beoordeeld in het licht van de in 2015 nieuw opgerichte staatsmaatschappij Congo Airways.

## Vloot
De vloot van Korongo Airlines bestond op een bepaald moment uit drie toestellen, waarvan er twee slechts voor de maatschappij gevlogen hebben. Deze gebruikte toestellen van Brussels Airlines waren oorspronkelijk gepland voor de airDC vloot.
De Boeing 737-300 met Belgische registratie OO-LTM is een toestel dat diende voor Virgin Express en Brussels Airlines. Het is een toestel uit 1991. Eind augustus 2015 viel dit toestel uit na ernstig schade opgelopen op de slecht onderhouden startbaan in Mbuji-Mayi.
Eén BAe146 met Belgische registratie OO-MJE is een toestel uit 1991 dat vloog voor Delta Air Transport, SN Brussels Airlines en Brussels Airlines. Het werd op 27 maart 2012 in dienst genomen door Korongo Airlines. Het toestel werd vervolgens in januari 2013 uit vluchtroulatie genomen.
De andere BAe146 met registratie OO-DJJ vloog voor SN Brussels Airlines en Brussels Airlines en was in 2008 in de airDC kleuren geschilderd en in augustus 2011 in de Korongo lay-out. Het vloog van 28 augustus 2012 tot 27 maart 2013 voor Korongo Airlines en werd nadien doorverkocht aan het Amerikaanse Neptune Aviation Services.